# Pegomya latifrons
Pegomya latifrons este o specie de muște din genul Pegomya, familia Anthomyiidae, descrisă de Masayoshi Suwa în anul 1984. Conform Catalogue of Life specia Pegomya latifrons nu are subspecii cunoscute.